# Polystichum kasayamense
Polystichum kasayamense är en träjonväxtart som beskrevs av Kurata. Polystichum kasayamense ingår i släktet Polystichum och familjen Dryopteridaceae. Inga underarter finns listade.